# Ultra-wideband
Ultra-Wideband (UWB, tj. ultra-širokopásmové) je v radiokomunikacích označení bezdrátová technologie, která může být použita při nízké úrovni energie pro širokopásmovou komunikaci krátkého dosahu při využití velké části rádiového spektra. UWB je používáno v nekooperativním radarovém zobrazování (sběr dat z cílového senzoru, přesná lokalizace a sledovací aplikace) a od roku 2019 začala být používána smartphony pro rychlé přenosy dat na krátkou vzdálenost.
UWB komunikace je přenášena způsobem, který neruší jiné více používané úzkopásmové komunikace, ani komunikace používající spojité nosné vlny, které jsou ve stejném frekvenčním pásmu. Díky velmi nízkému povolenému výkonu nebude ani zvětšující se počet UWB zařízení představovat problém pro existující bezdrátové komunikační služby.

## Přehled
UWB je technologie přenosu informace rozprostřené v širokém frekvenčním pásmu (>500 MHz). Regulační nastavení FCC (Federal Communications Commission) ve Spojených státech jsou určeny k zajištění účinného využití omezeného frekvenčního pásma jak pro vysokorychlostní bezdrátové „osobní sítě“ (PAN), nízkorychlostní aplikace, tak i radarové a zobrazovací systémy.
UWB bylo běžně chápáno jako pulzní vysílání, ale FCC a ITU-R nyní definovala UWB jako vysílání, jehož frekvenční šířka převyšuje buď 500 MHz nebo 20 % střední frekvence kanálu. Takové pulzně založené systémy, kde každý odeslaný impuls okamžitě zabírá šířku pásma UWB nebo při agregaci alespoň 500 MHz, mohou při dodržení pravidel získat přístup k UWB spektru. Frekvence opakování pulzů může být jak nízká, tak i vysoká. Pulzně založené UWB radary a zobrazovací zařízení zpravidla používají nízkou frekvenci pulzů, typicky v rozsahu od 1 do 100 MHz. Na druhou stranu systémy s vysokou frekvencí pulzů, typicky v rozsahu od 1 do 2 GHz, umožňují vytvoření systémů s krátkým dosahem a přenosovou rychlostí v řádu Gbit/s.

### Koncept
Významným rozdílem mezi tradičním radiovým přenosem a UWB radiovým přenosem je, že tradiční způsob přenosu informace využívá úrovňovou, frekvenční a/nebo fázovou modulaci sinusové nosné vlny. UWB přenos přenáší informaci radiovým vysíláním generovaným v určitý čas a zabírajícím široké frekvenční pásmo, což umožňuje použít pulzně-poziční nebo časovou modulaci. Informace může být také modulována na UWB signál zakódováním polarity pulzu nebo amplitudy pulzu. Pulzní UWB systémy byly demonstrovány na kanálech s frekvencí vyšší než 1,3 GHz s použitím nepřetržitého toku UWB pulzů, podporujících korekci chyb zakódovaných dat při přenosových rychlostech přesahujících 675 Mbit/s.
Jedním z cenných aspektů UWB radiové technologie je možnost určení „doby letu“ přímého vysílání mezi vysílačem a přijímačem na různých frekvencích.
Dalším hodnotným aspektem UWB je, že pulzy jsou v prostoru velmi krátké (méně než 60 cm pro frekvenci 500 MHz a méně než 23 cm pro frekvenci 1,3 GHz), takže většina odrazů nepřekrývá originální pulz a díky tomu neexistuje mnohocestné slábnutí signálu v úzkém pásmu. Nicméně stále je tu rušení mnohocestným šířením pro rychlopulzní systémy, které musí být zmírněno kódovacími technikami.

## Použití
Vlastnosti UWB se velmi dobře hodí pro aplikace na krátké vzdálenosti. Příkladem jsou PC periferie (např. Wireless USB, implementace nad UWB). Používají se k lokalizaci předmětů, tzv. lokátory.

## Teorie
Jedním z měřítek výkonu bezdrátového přenosu v použitích jako komunikace, lokalizace, sledování a radar, je kapacita kanálu pro danou šířku pásma a formát signálu. Kapacita kanálu je teoreticky maximální možný počet bitů informace přenesených za sekundu, které lze sdělit skrze jedno nebo více spojení v oblasti. Podle Shannon-Hartleyho teorému je kapacita kanálu přímo úměrná šířce pásma a logaritmu odstupu signálu od šumu (SNR), za předpokladu že se jedná o bílý Gaussův šum. Kapacitu kanálu tak můžeme lineárně zvětšit zvětšením šířky pásma kanálu až na maximální možnou hodnotu, nebo ekvivalentně v pevné šířce pásma, tím že zvětšujeme sílu signálu exponenciálně. Na základě ohromné šířky pásma zahrnuté do UWB systémů můžeme dosáhnout ohromné kapacity kanálu (dostatečný SNR) v zásadě bez nutnosti vyššího řádu modulace, který potřebuje velmi vysoký SNR.
V ideálním případě přijme přijímač signál ve stejné šířce pásma, tvaru signálu a čase, jako byl odvysílán. Jakákoliv záměna vede ke ztrátě solventnosti pro UWB bezdrátové spojení.
Aktuální technologie redukce chybovosti poskytují kanálu výkon velmi se blížící Shannonovu limitu (Shannon-Hartleyho teorém). Když je zapotřebí utajený přenos informací, mohou některé UWB formáty (zejména pulzní) poměrně jednoduše změnit způsob komunikace tak, že se komunikace pro přijímač, který nezná složitý vzor signálu, jeví jako slabé zvýšeni šumu v pozadí.
Mnohocestné rušení (je způsobeno tím, že signál putuje k přijímači různými cestami je přijat s různými fázovými posuny a různými polarizačními posuny) je nepřítelem úzkopásmové bezdrátové komunikace. Stejně tak ovlivňuje UWB přenosy, ale podle Shannon-Hartleyho teorému s odkazem na různé geometrie vztahující se na různé kmitočty, je schopnost pro kompenzaci výrazně zlepšena. Některé UWB systémy používají „rake“ přijímací techniky pro obnovení mnohocestně generovaných kopií původního pulzu, které zlepšují výkon přijímače. Jiné UWB systémy používají techniky vyrovnání kanálů pro dosažení stejného výsledku. Úzkopásmové přijímače mohou používat podobné techniky, ale jsou limitovány horší rozlišovací schopností úzkopásmových systémů.

### Technologie více antén
Distribuované MIMOPro zvětšení vysílacího dosahu je používáno distribuované MIMO, které využívá distribuované antény mezi různými uzly.
Více anténSchémata mnoha antén, jako je MIMO, jsou použita pro zvýšení propustnosti spolehlivosti příjmu signálu. Vzhledem k tomu že UWB má téměř impulzní kanálovou odezvu, jsou právě proto techniky kombinující více antén ideální.

## Použití
Vzhledem k extrémně nízkým vysílacím úrovním, povolenými regulačními agenturami, jsou systémy UWB určeny zejména pro vnitřní aplikace nízkého dosahu. Vysokorychlostní UWB mohou poskytnout efektivní přenos dat z digitálních videokamer, bezdrátový tisk digitálních fotografií z digitálního fotoaparátu bez nutnosti použít osobní počítač, také přenos dat mezi mobilními telefony a jinými přenosnými zařízeními jako jsou osobní audio a video přehrávače.
UWB je součástí vyhledávacích systémů a vyhledávacích systémů reálného času. Se svojí přesností spolu s velmi nízkou spotřebou energie je ideální pro určité frekvence v citlivých prostředích jakou jsou nemocnice a místa zdravotní péče.